# Nejhorší obavy
Nejhorší obavy (v anglickém originále The Sum of All Fears) je americký akční film z roku 2002. Režisérem filmu je Phil Alden Robinson. Hlavní role ve filmu ztvárnili Ben Affleck, Morgan Freeman, Bridget Moynahan, James Cromwell a Liev Schreiber.

## Obsazení
| Ben Affleck       | Jack Ryan        |
| Morgan Freeman    | William Cabot    |
| Bridget Moynahan  | Catherine Muller |
| James Cromwell    | J. Robert Fowler |
| Liev Schreiber    | John Clark       |
| Michael Byrne     | Anatoly Grushkov |
| Colm Feore        | Olson            |
| Alan Bates        | Richard Dressler |
| Ron Rifkin        | Sidney Owens     |
| Bruce McGill      | Gene Revell      |
| Philip Baker Hall | David Becker     |
| Josef Sommer      | Jessup           |